# Parco nazionale Vicente Pérez Rosales
Il parco nazionale Vicente Pérez Rosales si trova nella Regione dei Laghi, nel Cile, a 50 km della città di Puerto Varas seguendo la strada CH-225.
Il parco si estende su di una superficie di poco più di 2.310 km², ed è il parco più vecchio del Cile, essendo stato fondato nel 1926. La sede amministrativa si trova a Petrohué, una bella spiaggia di sabbia e stretto, circondato da un bosco, che ha un bacino, il Hotel Petrohue e il Centro Informativo Ambientale del parco gestito da Conaf.
All'interno del parco si trovano le magnifiche cascate del fiume Petrohue. Qui il corso del fiume scorre in formazioni geologiche uniche di origine vulcanica. Da questa zona parte una serie di sentieri che attraversano il bosco per raggiungere il lago Todos los Santos (175 km², di 36 km di lunghezza, 187 m di altitudine), conosciuto anche come “smeraldo” per il colore delle sue acque. Si tratta di un lago circondato da foreste di coigües (Nothofagus nitida), associati con ulmos (Eucryphia cordifolia) e olivillos (Aextoxicon punctatum). È circondato dalle cime innevate dei vulcani Osorno, Puntiagudo e Tronador, il tutto all'interno del parco nazionale.